# Rauman Lukko
Rauman Lukko bzw. einfach Lukko ist ein finnischer Eishockeyverein aus Rauma, der 1936 gegründet wurde und in der Liiga spielt. Ihre Heimspiele absolviert die Mannschaft von Lukko in der Kivikylän Areena.

## Geschichte
Die Geschichte des Eishockeys in Rauma beginnt mit der Gründung der Sportgemeinschaft Talolan Sisu, die in den 1920er Jahren gegründet wurde, um den Angestellten der lokalen Holzindustrie und deren Kindern eine sportliche Betätigung zu ermöglichen. Zunächst bot diese Sportgemeinschaft im Sommer Fußball und im Winter Skilanglauf an. Später kamen Vorläufer des heutigen Eishockeys dazu, ehe sich 1936 der heutige Verein gründete.
Lukko gewann die finnische Eishockey-Meisterschaft 1963 sowie 2021. Weitere Erfolge waren die Vizemeisterschaften  1961, 1966 und 1988 sowie die dritten Plätze 1965, 1969, 1994, 1996 und 2011. Zudem gewann Lukko den finnischen Pokalwettbewerb zweimal – 1964 und 1969.
Seit 2011 hat der Verein auch eine Abteilung für Frauen-Pesäpallo, als sich die Frauenmannschaft von Fera Rauma vom Stammverein ablöste und sich Lukko anschloss. Die erste Mannschaft der Abteilung spielt in der höchsten Spielklasse Finnlands, der Superpesis.

## Erfolge

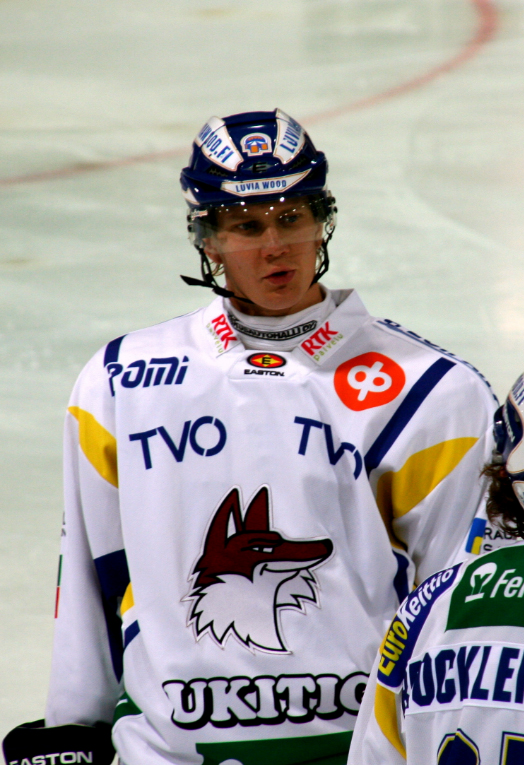
Mikko Kuukka

Liiga
- 1× Gold: 2021

SM-sarja
- 1× Gold: 1963
- 2× Silber: 1961, 1966
- 2× Bronze: 1965, 1969

SM-liiga
- 1× Silber: 1988
- 3× Bronze: 1994, 1996, 2011

Pokal
- Pokalsieger 1964 und 1969

## Trainer seit 1996

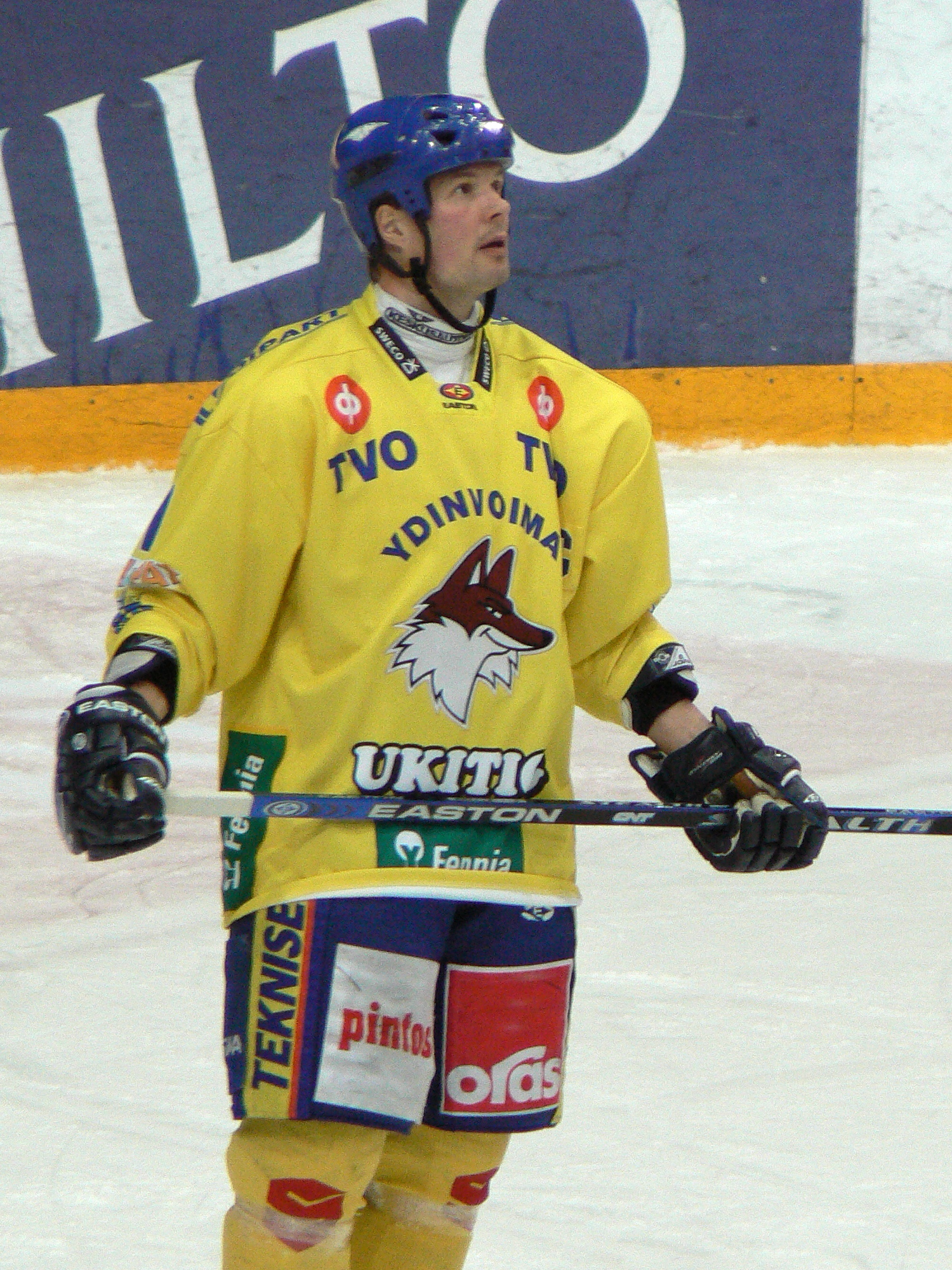
Erik Hämäläinen

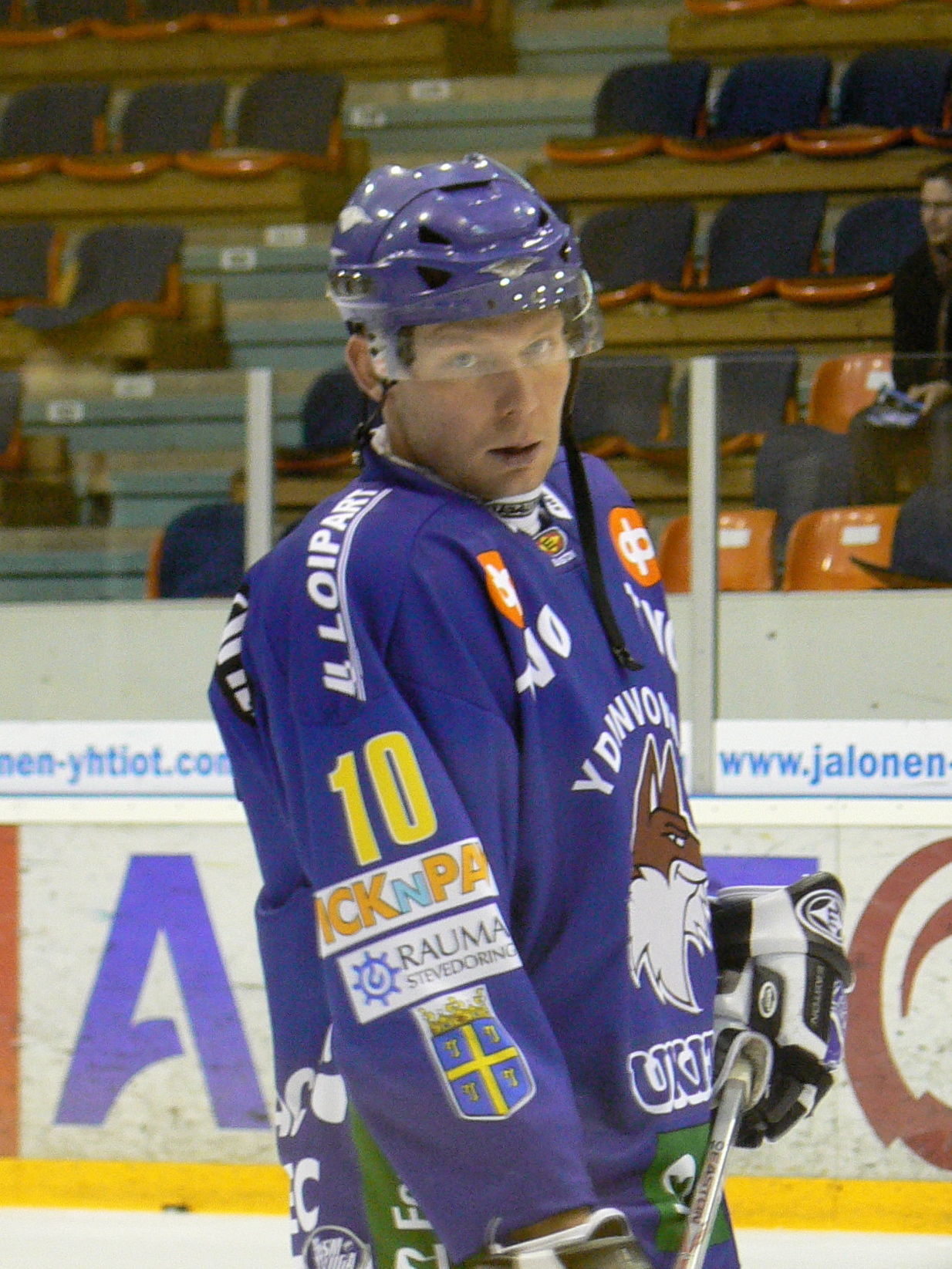
Mike Siklenka

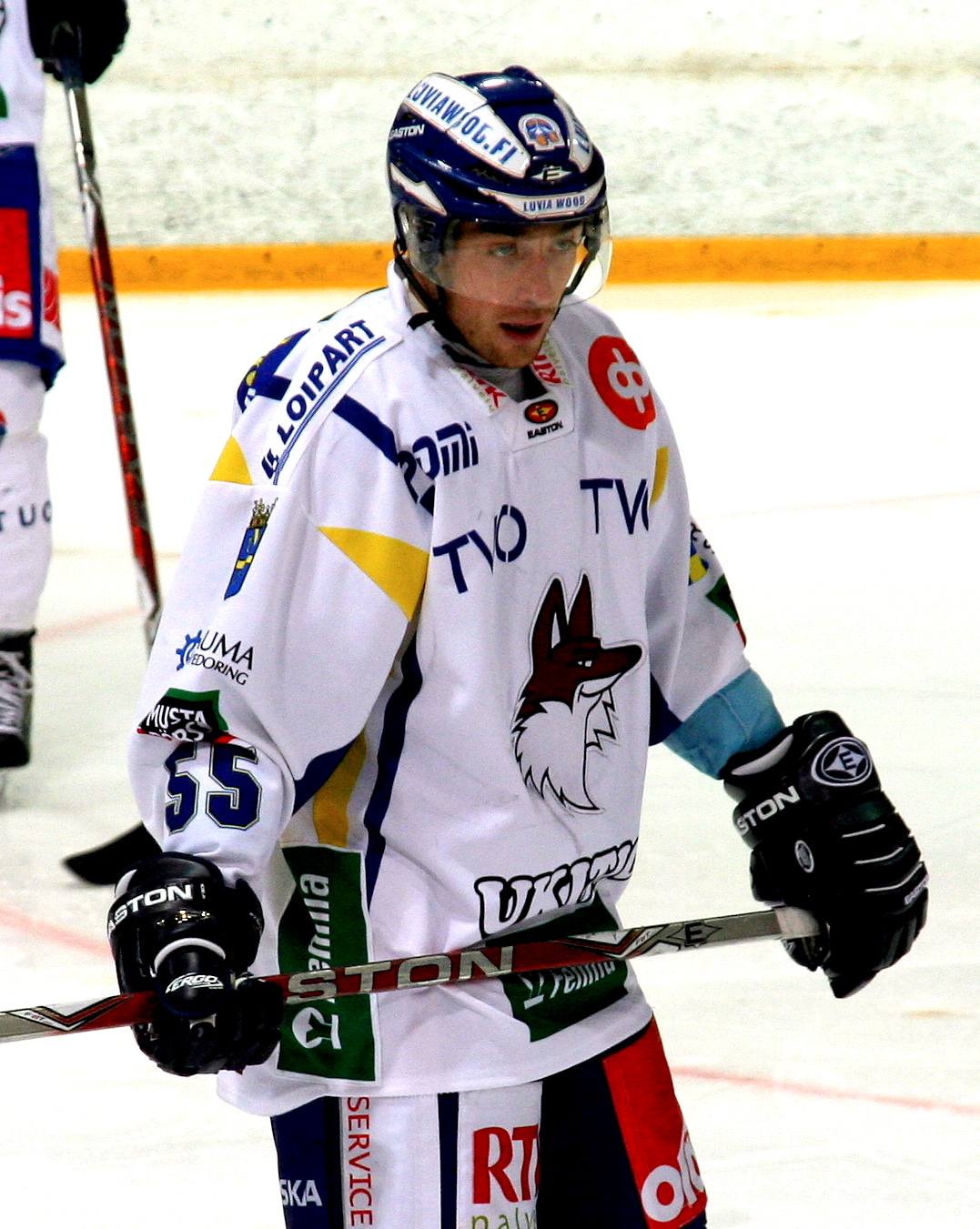
Harri Tikkanen

| Mikko Kuukka - 1996/97: Freddy Lindfors ab 31. Dezember 1996 Jukka Jalonen - 1997/98: Timo Tuomi - 1998/99: Timo Tuomi ab März 1999 Wassili Tichonow - 1999/00: Wassili Tichonow | - 2000/01: Wassili Tichonow - 2001/02: Ismo Lehkonen - 2002/03: Ismo Lehkonen - 2003/04: Ismo Lehkonen Jukka Rautakorpi ab 3. November 2003 - 2004/05: Jukka Rautakorpi | - 2005/06: Jarmo Tolvanen Jukka Koivu ab 31. Dezember 2005 - 2006/07: Mika Toivola - 2007/08: Mika Toivola - 2008/09: Rauli Urama - 2009/10: Rauli Urama - 2010/11: Rauli Urama |

## Gesperrte Trikotnummern
| Name           | #  | Position            | Zeit beim Verein    |
| -------------- | -- | ------------------- | ------------------- |
| Teppo Rastio   | 4  | Verteidiger/Stürmer | 1950–1955 1958–1971 |
| Jouni Peltonen | 4  | Verteidiger         | 1972–1987           |
| Matti Keinonen | 7  | Stürmer             | 1959–1965 1967–1970 |
| Jorma Vehmanen | 8  | Stürmer             | 1974–1983           |
| Matti Forss    | 26 | Stürmer             | 1974–1977 1984–1994 |

## Bekannte ehemalige Spieler
| - Glenn Anderson (1994–1995, Stürmer) - Petr Bříza - Chris Collins (2008, Stürmer) - Hal Gill (2004–2005, Verteidiger) - Tuomas Grönman - Erik Hämäläinen (1998–2001; 2002–2008, Verteidiger) - Esa Keskinen (1988–1991, Stürmer) - Allan Measures | - Wladimir Myschkin (1990–1991, Torwart) - Janne Niskala - Esa Pirnes (2004–2005, Stürmer) - Antti Raanta (2007–2010, Torwart) - Juha Riihijärvi - Kimmo Rintanen (1990–1994, Stürmer) - Dwayne Roloson (2004–2005, Torwart) - Boris Rousson | - Kalle Sahlstedt - Mike Siklenka (2007–2008, Verteidiger) - Jānis Sprukts - Josef Straka - Leonīds Tambijevs - Mikael Tellqvist (2009–2010, Torwart) - Shayne Toporowski - Petri Vehanen (1999–2005, 2007–2009, Torwart) |